# 都賀野岳
都賀野岳（1978年—），日本男性漫畫家。出身於千葉縣。青山學院大學經營學部畢業。

## 人物簡介
早年以短篇《灰色街道與金色日落》獲得第14屆Ace新人漫畫潛力獎，2003年於月刊少年Ace（角川書店）增刊雜誌《Ace特濃》創刊號發表短篇《Jean！》，從此正式出道。
於漫畫版《新世紀福音戰士》（漫畫：貞本義行，《月刊少年Ace》連載）連載期間擔任助手。
2003年至2004年，於《Ace特濃》第一次連載漫畫版《穿越時空的少女》（原作：筒井康隆。故事內容大致忠於動畫原作，但時空背景則切換成21世紀初）。
2005年至2013年這8年間，於《月刊少年Ace》連載漫畫版《涼宮春日的憂鬱》（迎合原作的故事進度連載終了，最終回以「第一部 完」完結）。
2014年4月至2015年1月，繼續在《月刊少年Ace》連載其個人第一部原創漫畫《MANGAYA》。
2018年3月至2019年6月，在講談社電子書籍雜誌《COMIC DAYS》連載《徹頭迷上她》（原作：日日日）。

## 作品列表
※部分作品日文直譯。

### 連載作品
| 作品名稱（日文原名） | 原作                                | 發表雜誌／號                                                                       | 出版社                        | 冊數   | 備註               |
| -------------------- | ----------------------------------- | ---------------------------------------------------------------------------------- | ----------------------------- | ------ | ------------------ |
| 穿越時空的少女（）   | 筒井康隆                            | 《Ace特濃》2003年2號－2004年8號                                                    | 角川書店／KADOKAWA 長鴻出版社 | 全2冊  | －                 |
| 涼宮春日的憂鬱（）   | 谷川流（原作） 伊東雜音（人物原案） | 《月刊少年Ace》2005年11月號－2013年9月號 《Ace Assault》2007年夏季號－2009年春季號 | 角川書店／KADOKAWA 台灣角川   | 全20冊 | －                 |
| MANGAYA（）          | －                                  | 《月刊少年Ace》2014年6月號－2015年3月號                                            | 角川書店／KADOKAWA            | 全2冊  | 首部個人原創漫畫。 |
| 徹頭迷上她（）       | 日日日                              | 《COMIC DAYS》2018年3月9日－2019年6月14日                                          | 講談社                        | 全3冊  | －                 |

### 短篇、特別參加
- Jean！（發表在《Ace特濃（日语：エース特濃）》2003年創刊號，角川書店）
- 麻將女高中生龍子（發表在《月刊少年Ace》2003年5月號，角川書店）
- （發表在《Ace桃組（日语：エース桃組）》2004年冬季號，角川書店）
- （發表在《月刊少年Ace》2004年11月號，角川書店）
- 夏娜與美娜的購物（收錄在漫畫版《灼眼的夏娜》第2冊初回限定版的附錄小冊子《GRIMORE》，《MediaWorks》，2006年6月20日發行 ISBN 978-4-84-023496-2）
- （發表在《月刊Youngking Ours GH（日语：月刊ヤングキングアワーズGH）》2010年8月號，少年畫報社）
- 長野縣不靠海（收錄在《夏日大作戰 公式漫畫選集》，角川書店，2010年7月3日發行 ISBN 978-4-04-715480-3）
- 春日公式漫畫選集 涼宮春日的絢爛（擔任封面插圖，角川書店，2009年12月26日初版發行 ISBN 978-4-04-715346-2）
- Change H（日语：チェンジH）（擔任pinup插圖，少年畫報社 ，2012年12月19日發行 ISBN 978-4-78-593986-1）